# Grottes d'Isturitz et d'Oxocelhaya
Les grottes d'Isturitz et d'Oxocelhaya (Izturitze eta Otsozelaiko leizeak, en basque), ou grottes d'Oxocelhaya et d'Isturits forment une série de grottes naturelles fréquentées à l'époque préhistorique situées sur le site naturel de la colline de Gaztelu dans la vallée de l'Arberoue, en Basse-Navarre dans le département des Pyrénées-Atlantiques. 
Elles font partie du réseau des grottes ornées de la chaîne pyrénéo-cantabrique et sont classées monuments historiques depuis 1953.

## Topographie

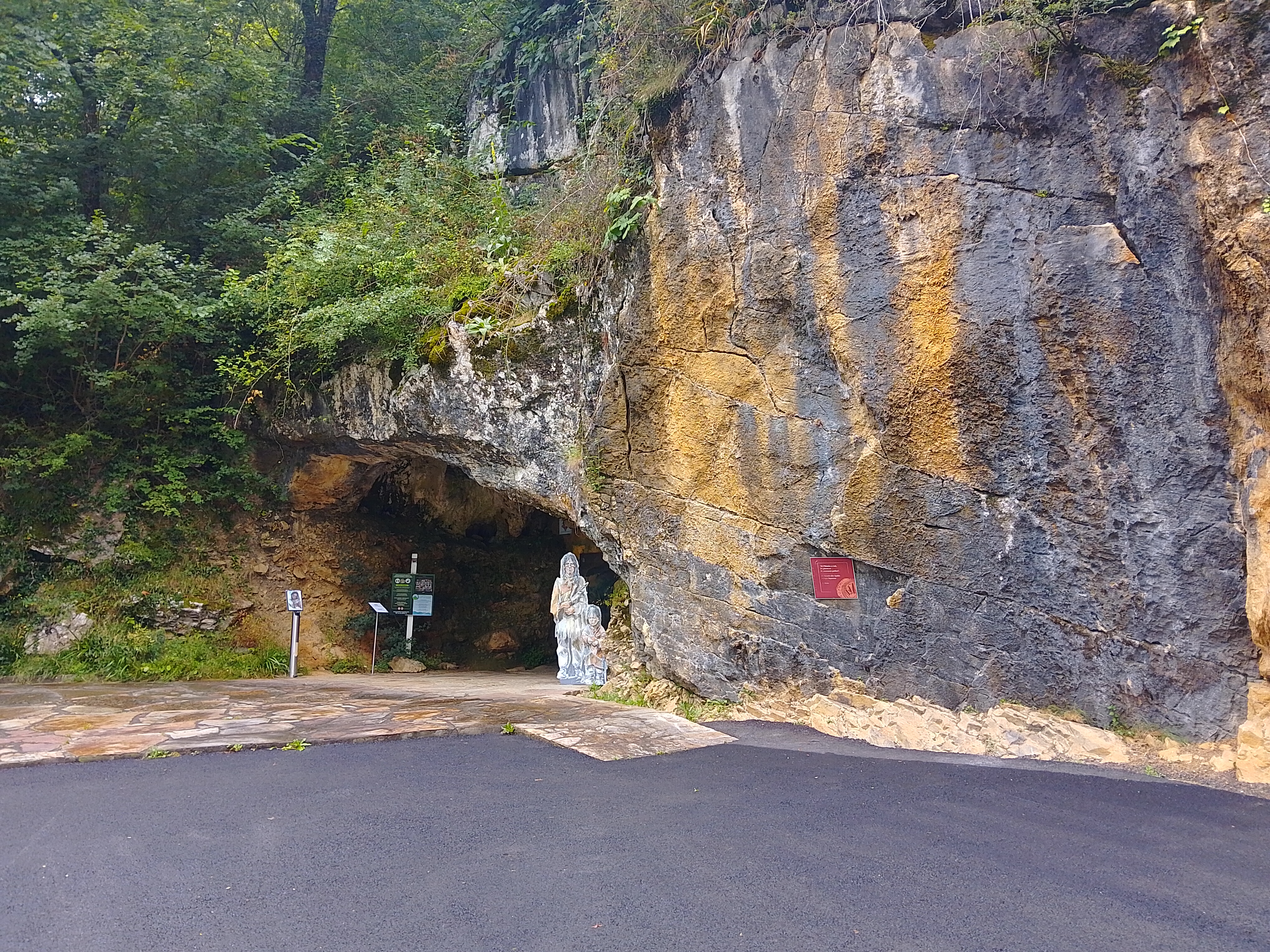
Entrée de la grotte.

Ces grottes se trouvent sur le territoire des communes d'Isturits et de Saint-Martin-d'Arberoue, dans les environs de Hasparren. Elles font partie d'un réseau de trois grottes creusées successivement au sein de la colline de Gaztelu par l'Arbéroue :
- la grotte d'Isturitz, la plus haute ;
- la grotte d'Oxocelhaya, située 20 mètres plus bas, remarquable par ses concrétions de calcite ;
- la grotte d'Erberua où coule toujours l'Arbéroue.

Ces trois grottes ont connu des occupations humaines (Neandertal puis Sapiens) sur une longue période allant d'environ 80 000 à 10 000 ans avant notre ère.

### Grotte d'Isturitz
La grotte d'Isturitz se présentait comme une vaste galerie de 120 × 50 m orientée globalement nord-ouest - sud-est et ouverte à l'origine à ses deux extrémités. Depuis l'entrée sud-est a été colmatée par des éboulements. Une grande partie de la cavité se situe sur la commune de Saint-Martin-d'Arberoue mais elle doit son nom à son ouverture (à l'époque historique) vers Isturitz. Deux grands espaces se dégagent : la salle Saint-Martin au sud (d'environ 2 m de haut) et la Grande Salle ou salle d'Isturitz au nord (1 500 m2 et jusqu'à 15 m de haut). Plus petites, les salles dites des Rhinolophes et des Phosphates complètent l'ensemble.
Au pied du pilier gravé, un escalier a été creusé en 1953 pour permettre l'accès touristique à la grotte d'Oxocelhaya.

### Grotte d'Oxocelhaya
On distingue les systèmes Hariztoia (/aristoja/) et Oxocelhaya (/otʃoselaja/) avec les galeries Laplace et Larribau.

### Grotte d'Erberua
Le ruisseau s'écoule au fond de la grotte sur une longueur de 300 m et y reçoit un petit affluent gauche. La grotte est protégée par deux siphons, un à l'entrée et l'autre au point de résurgence. La partie ornée est située à une quinzaine de mètres au dessus du ruisseau. C'est une petite salle débouchant dans la galerie principale par un couloir et d'où rayonnent six diverticules ou couloirs.

## Étymologie
- La grotte d'Isturitz est nommée d'après le nom du village voisin, une francisation du toponyme basque Izturitz, difficile à analyser en l'état. Le suffixe -itz sert à désigner un nom de lieu ; on peut alors lire aiztur-itz c'est-à-dire « lieu du rocher », voire ithur-itz c'est-à-dire « lieu de la fontaine ».
- Oxocelhaya est une écriture non académique du basque Otsozelaia (\oʈ͡ʂoselaja\) « la plaine aux loups », le morphème otso désignant loup, zelai (zelhai en navarro-labourdin) désignant plaine, terrain et le -a final étant l’article ; il s'agit d'un toponyme transféré reconstruit d'après le nom de la ferme voisine Otsozelhaiko borda (borde de la maison Otsozelhaia).
- Erberua n'est autre que la prononciation locale de l'Arbéroue, la rivière qui traverse la colline.

Le lieu des grottes, la colline, s’appelle Gaztelu (\gastelu\), mot basque d'origine latine qui signifie « château ».

## Historique des découvertes
L'entrée principale de la grotte d'Isturitz était connue de longue date puisque des éléments médiévaux y ont été retrouvés. Elle est distincte de l'entrée actuelle, créée a posteriori. Les premiers objets préhistoriques ont été mis en évidence à la fin du XIXe siècle. 
La grotte d'Oxocelhaya n'a été découverte qu'en 1929 par J.-P. Etchegaray. Enfin, le 15 août 1973, Claude Barroumès-Garatin et Jean-Daniel Larribau franchissent le siphon aval de la grotte d'Erberua.

### XVIIesiècle
Au XVIIe siècle Charles Hautin de Villars, puis Jean Hellot, citant un texte de A. Barba, mentionnent des mines d’or à « Isturie ».

### XVIIIesiècle
En 1785, le futur maire de Strasbourg, et inspecteur royal des mines, le baron Philippe-Frédéric de Dietrich, à la recherche de l’or mentionné plus haut, signale les cavités naturelles du site.

### XIXesiècle

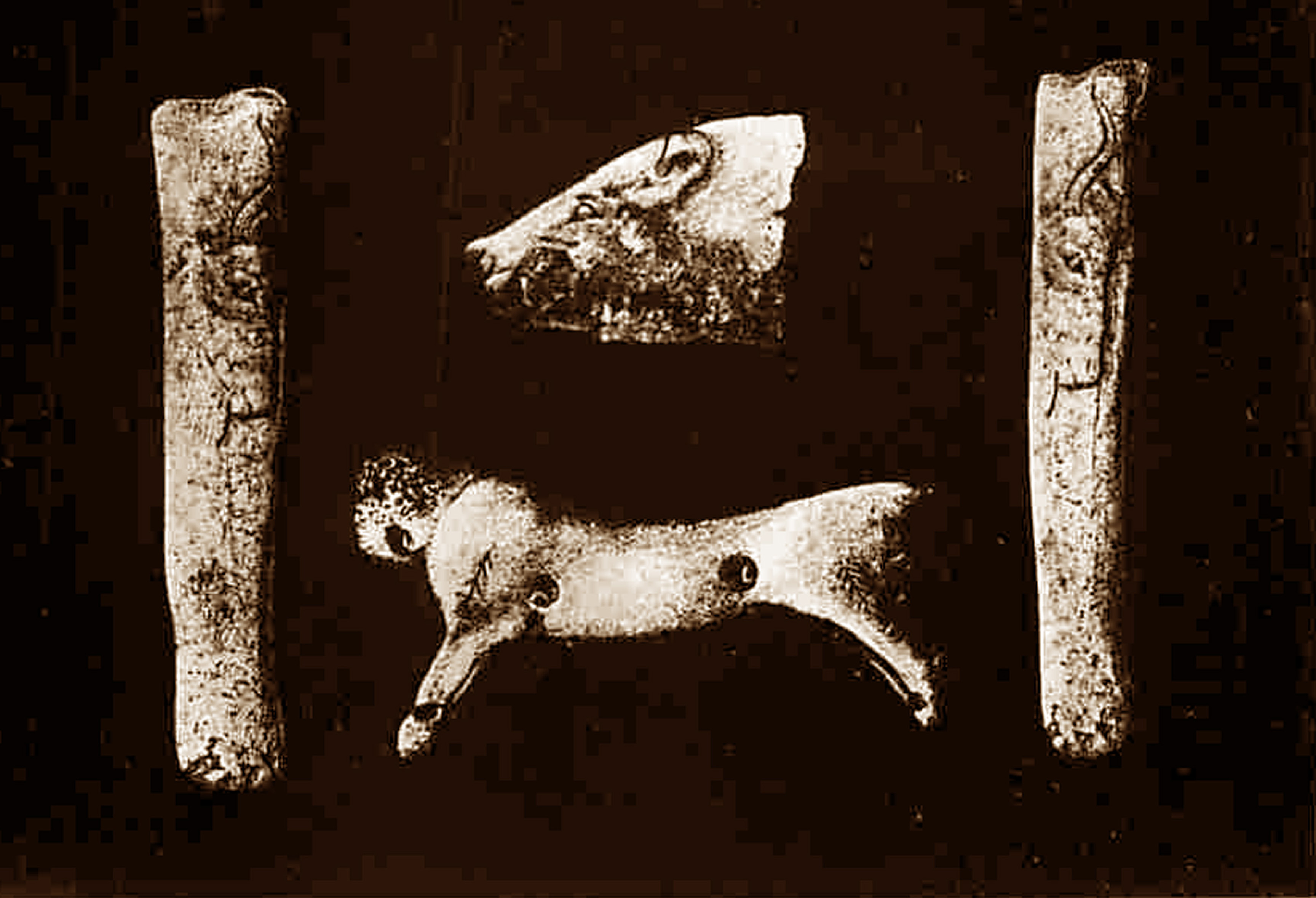
Félin, têtes d'ours et de bisons.

Vers 1884, deux entrepreneurs (Hourcastagné et Lacau-Barragué) qui s’intéressent à l’exploitation sous forme d’engrais du guano de chauve-souris, découvrent des objets préhistoriques (silex et os taillés et travaillés). Leur présentation, le 10 août 1895 à la société de Borda (Dax), alerte l’archéologue et préhistorien Édouard Piette.
La grotte d’Isturitz est visitée par Napoléon III et son épouse, Eugénie de Montijo (1860), ainsi que par Pierre Loti (1893).

### XXesiècle
L’exploitation des phosphates issus de la grotte d’Isturitz est interrompue, au début du siècle, à la suite d'une mésentente entre les deux propriétaires.
1912 voit l’ouverture de l’entrée de la grotte donnant sur Saint-Martin-d'Arberoue.
Une première campagne de fouilles a lieu de 1913 à 1920, menée par Emmanuel Passemard qui avait découvert l’abri sous roche d'Olha près de Cambo-les-Bains en 1917,. Elle est bientôt suivie (de 1928 à 1949) par une seconde campagne dirigée par Suzanne-Raymonde et René de Saint-Périer. S. de Saint-Périer continuera les fouilles jusqu’en 1954, après la mort de son mari.
En 1929 le meunier Etchegaray découvre le réseau Oxocelhaya, ainsi que des objets et des ossements humains.
Les deux grottes ont été classées monuments historiques en 1953, année de la création d'une jonction entre les deux grottes. La colline entière ne l'est qu'en 1996.
De 1955 à 1956, José Miguel de Barandiarán Ayerbe, P. Bouchet et Georges Laplace fouillent à leur tour la grotte d’Isturitz et mettent au jour de nombreux restes d’ours des cavernes. Barandiarán et Laplace découvrent les premières œuvres pariétales de la grotte d’Oxocelhaya. La galerie de liaison entre les deux grottes porte désormais le nom de Georges Laplace. La paléopalynologue Arlette Leroi-Gourhan est chargée de l'analyse pollinique du site, dont elle publie les résultats en 1959.
La grotte d'Erberua est découverte le 15 août 1973 par Jean-Daniel Larribau et Claude Barroumès. Deux ans plus tard, puis encore en 1982, J.-D. Larribau y met au jour des figurations pariétales ainsi que des gravures et des peintures. Cette galerie porte son nom.
En 1992 le service régional d’archéologie d’Aquitaine est sollicité pour des mesures de protection, qui concernent également les restes d'un château navarrais situé au sommet de la colline de Gaztelu.
De nouvelles gravures et peintures sont découvertes dans ce réseau en 1997, et en 1999, José Miguel de Barandiarán et Christian Normand fouillent la salle Saint-Martin d’Isturitz.

### XXIesiècle
De 2000 à 2010 Christian Normand, à la tête d'une équipe d'une vingtaine d’archéologues, mène des campagnes de fouilles de cette même salle. En parallèle, de 2001 à 2003 Aude Labarge (préhistorienne plasticienne) entreprend une relecture artistique des réseaux Isturitz et Oxocelhaya.

## Archéologie
L'occupation humaine des grottes remonte au Moustérien, il y a environ 80 000 ans. La grotte d'Isturitz présente une stratigraphie complète sur la période. L'Homme de Neandertal a occupé le site il y a environ 80 000 ans puis à nouveau il y a environ 50 000 ans. Entretemps, l'ours a hiberné dans ces grottes. Puis l'Homo sapiens l'occupe dès le protoaurignacien.
La grotte d'Isturitz est célèbre pour le fait qu'on y a découvert une série importante de flûtes préhistoriques datant du Paléolithique supérieur (de l'Aurignacien ancien au Magdalénien) soit environ de 35 000 à 10 000 ans av. J.-C. Elles figurent parmi les plus anciennes d'Europe après celles de Hohle Fels. Parmi l'art mobilier préhistorique, on trouve aussi des harpons en os, des figurines de bison sur plaquette en grès (Magdalénien moyen), des têtes de propulseurs en bois de renne (Magdalénien moyen). 
Les grottes comportent également des sculptures et des peintures pariétales, mais seul le pilier gravé d'Isturitz reste accessible au grand public.

### Pilier gravé (Isturitz)
Le  pilier gravé se trouve au centre de la Grande Salle à une trentaine de mètres de l’entrée nord. Il s’agit d’un pilier de calcite active. La calcite récente recouvrait la partie supérieure du pilier de 4 m de diamètre, gravé en bas relief et gravure profonde. Le panneau le plus accessible comporte 5 représentations figuratives et deux traits indéterminés. La première figure (en haut à gauche), d'interprétation délicate, pourrait représenter la silhouette d'un oiseau. Les autres animaux représentés sont deux biches sans tête, un renne et probablement un salmonidé (deux animaux migratoires attendus par les chasseurs). Le renne, de grande taille, est superposé à la biche de droite. Ses quatre pattes sont représentées en perspective. Par contre ses fesses et sa queue ne sont pas représentées, comme masquées par la seconde biche acéphale, moins détaillée, qui pourrait avoir été rajoutée pour masquer une erreur de dessin (ligne de dos du renne trop longue). L'oiseau et le poisson sont représentés en haut et sont orientés vers la gauche contrairement aux cervidés. Le sol sous le renne et la surface de l'eau à l’arrière du salmonidé sont esquissés.
D'autres panneaux contiennent des représentations d'animaux moins abouties (la plupart n'étant que de simples esquisses par piquetage non suivi de gravure). Sont représentés un glouton, un cervidé ou capriné acéphale, un cheval acéphale, deux aurochs sans cornes. Tous sont orientés vers la gauche sauf une tête de cervidé et un oiseau.
La comparaison avec les plaquettes gravées du site suggère une datation du Magdalénien moyen. Cette technique de bas-relief se retrouve dans les abris sous roche du Périgord, de la Charente, de la Vienne et du Quercy mais aussi dans la région Cantabrique (bas-relief de bison à Coimbre).

### Détail des objets issus des fouilles
Le musée d'archéologie nationale, à Saint-Germain-en-Laye détient les collections Passemard et Saint-Périer, propriété de l’État. Ce musée possède également un décompte des séries de la grotte d’Isturitz, publié en 1955. Ce décompte témoigne de la richesse du gisement, qui révèle des fréquentations différentes au cours des âges préhistoriques. Ainsi on dénombre au moins 7 831 outils en os, 33 814 objets lithiques (dont 25 652 outils), plusieurs centaines d’œuvres d’art (peintures, gravures) et plusieurs milliers de fragments osseux. Les objets appartenant aux propriétaires des lieux sont entreposés au centre archéologique départemental d’Hasparren.
L’inventaire qui suit est extrait de l’article de Joëlle Darricau paru dans le Bulletin du Musée basque, Harria et herria, Pierre et pays, 2003, p. 81 à 83 :
- Moustérien inférieur (80 000) : la salle Saint-Martin recèle plusieurs centaines de pièces en silex (éclats, racloirs et outils en quartzite), et des fragments attestant la présence de chevaux, cerfs, ours et hyènes ;

- Moustérien supérieur (65 000-45 000) : la salle Saint-Martin est fréquentée. Plusieurs centaines de pièces en silex datent de cette période. La faune d’alors est composée de cerfs, chevaux, rhinocéros, et le renne fait son apparition ;

- Protoaurignacien (45 000-35 000) : quelques rares occupations de la salle Saint-Martin. Aucun outil en os de cette période n’a été trouvé, mais 223 pièces en silex ont été découvertes, dont un nucléus et 156 outils (grattoirs, burins). On constate un net début du refroidissement[Note 1] ;

- Aurignacien typique (35 000) : quelques traces d’occupation sont constatées dans la salle d’Isturitz, plus nombreuses dans la salle Saint-Martin. 578 outils en os (poinçons, sagaies, parures) et 5 506 pièces lithiques (nucléus, grattoirs, dont certains carénés, burins, lames retouchées) ont été exhumés, ainsi que des œuvres d’art (os encochés). Le cheval, l'auroch, le renne puis le cerf constituaient la faune, sous un climat peu froid[Note 2] ;

- Gravettien (30 000-25 000) : la salle d’Isturitz montre des traces de fréquentation abondante. 2 008 outils en os ont été découverts (poinçons, sagaies, parures), ainsi que 15 497 pièces en silex (164 nucléus, le reste se répartissant entre grattoirs (28 %), burins (45 %) et autres pointes de La Gravette). Quelques gravures et de très nombreux os encochés ont été également trouvés. Les traces de la faune laissent apercevoir des chevaux, des aurochs, des rennes et des cerfs et également des antilopes saïga. Le climat de cette époque atteint son froid maximum[Note 3] ;

- Solutréen (20 000) : la salle d’Isturitz est peu utilisée. On y a retrouvé 177 outils en os (sagaies, poinçons, aiguilles et parures) et 628 objets en silex (nucléus, grattoirs, burins, lames retouchées et feuilles de laurier). Les œuvres d’art sont peu nombreuses. Le cheval, le bos, le renne et la saïga composent la faune. Le climat marque un léger adoucissement, dans une période assez humide[Note 4] ;

- Magdalénien moyen (17 000) : les salles d’Isturitz et Saint-Martin sont abondamment utilisées. 3 502 objets en os sont exhumés (sagaies, poinçons, baguettes demi-rondes, lissoirs, bâtons perforés, aiguilles, parures), ainsi que 7 542 pièces lithiques (nucléus et outils tels que grattoirs, burins et lames retouchées). Les œuvres d’art sont extrêmement nombreuses. La faune se compose de chevaux, d'aurochs, de cerfs et de rennes. Le climat est moyennement froid[Note 5] ;

- Magdalénien supérieur (15 000) : la salle d’Isturitz fait l’objet d’une occupation très abondante. On y a trouvé 1 324 objets en os (sagaies, poinçons, harpons, bâtons perforés, lissoirs, aiguilles et parures) et 2 412 pièces en silex (369 nucléus et 1 534 outils - grattoirs (17 %), burins (53 %) et lames retouchées). Le renne est majoritaire, et accompagné de chevaux et d'aurochs. La palynologie montre un climat froid et humide[Note 6] ;

- Magdalénien final (10 000) : la salle d’Isturitz est occupée. On y met au jour 102 objets en os (poinçons, sagaies et harpons) et 790 pièces en silex (38 nucléus et 254 outils, en majorité des grattoirs, au milieu de burins et de lames retouchées). Les œuvres d’art de cette époque sont rares, aux décors géométriques ;

- Néolithique (5 000) : les salles Saint-Martin et d’Isturitz servent de zone sépulcrale et présentent de nombreux ossements humains et des fragments de poteries ;

- Chalcolithique : des haches plates en cuivre et des haches polies ont été découvertes dans la salle d’Isturitz ;

- époque gallo-romaine : de nombreuses monnaies et des fragments de vases ont été trouvés dans la salle d’Isturitz ;

- Moyen Âge : un carreau d'arbalète et un vase ont été découverts dans la salle d’Isturitz.

## Partenariats
L’ensemble d’Isturitz et d’Oxocelhaya fait partie de l’ANECAT (association nationale des exploitants de cavernes aménagées pour le tourisme) et de l’ISCA (International show caves association).